# Ivana Janů
Ivana Janů (* 14. března 1946 Plazy) je česká politička a soudkyně, počátkem 90. let 20. století poslankyně České národní rady a Poslanecké sněmovny za KDU-ČSL, pak soudkyně i místopředsedkyně Ústavního soudu. V letech 2015 až 2020 byla předsedkyní Úřadu pro ochranu osobních údajů.

## Biografie
Pochází ze zemědělské rodiny. Z politických důvodů jí bylo zabráněno ve studiu na střední škole a nastoupila proto k podniku Zemědělské stavby Praha. Až roku 1962 dostala od zaměstnavatele doporučení ke studiu na střední škole. Maturovala roku 1966 na SPŠ stavební. Doktorát práv získala v oboru mezinárodního práva veřejného na Právnické fakultě Univerzity Karlovy v Praze v roce 1974 (v roce 1972 zde promovala). V období let 1973–1983 působila jako právnička ve Výzkumném ústavu vodohospodářském, v letech 1983–1989 byla vedoucím podnikovým právníkem u stavebního podniku VDS Instav – Praha.
Po sametové revoluci se v únoru 1990 stala poslankyní České národní rady za Československou stranu lidovou v rámci procesu kooptací do ČNR. Mandát obhájila krátce poté v řádných volbách v roce 1990, jako kandidátka za platformu KDU (aliance Československé strany lidové a dalších křesťanských skupin). Opětovně byla zvolena ve volbách v roce 1992, tentokrát za KDU-ČSL (nástupkyně Československé strany lidové). Zvolena byla za obvod Praha. Zasedala v zahraničním výboru a v mandátovém a imunitním výboru. Spolupracovala na tvorbě české Ústavy. Byla rovněž vedoucí delegace českého parlamentu v Radě Evropy. V té době byla také aktivní členkou hlavního výboru a předsednictva Masarykova demokratického hnutí.
Od vzniku samostatné České republiky v lednu 1993 byla ČNR transformována na Poslaneckou sněmovnu Parlamentu České republiky. Zde zasedala do listopadu 1993, kdy v důsledku svého nástupu do Ústavního soudu rezignovala na poslanecký mandát. Soudkyní a místopředsedkyní Ústavního soudu byla jmenována prezidentem Václavem Havlem dne 9. listopadu 1993.
V roce 1996 kromě toho působila jako lektorka se zaměřením na transformaci ve střední a východní Evropě po pádu totalitárních režimů na Ohio University v USA a v roce 2001 byla zvolena soudkyní ad litem Mezinárodního trestního tribunálu pro bývalou Jugoslávii. Kvůli tomu 9. února 2002 dočasně odešla z českého ústavního soudu. 16. září 2004 se k Ústavnímu soudu vrátila, jmenoval ji prezident Václav Klaus.
Jako ústavní soudkyně patřila Ivana Janů spíše ke konzervativně orientovaným osobnostem soudu. Po obě funkční období se profilovala především na kauzách, které se týkaly vyrovnávání se s totalitní minulostí a problematiky související s transformačními procesy. Jednalo se například o nálezy reagující na protiústavní regulaci nájemného a související nečinnost zákonodárce (nález Pl. ÚS 20/05 a navazující stanovisko pléna Pl. ÚS-st. 27/09) nebo rozhodnutí kritizující parlament za nečinnost ve věci církevních restitucí (nález Pl. ÚS 9/07). Nepřehlédnutelná jsou rovněž její odlišná stanoviska (celkově jich za obě funkční období uplatnila 67) k rozhodnutím Ústavního soudu ve věcech týkajících se amnestijního rozhodnutí prezidenta Václava Klause, v nichž Ivana Janů vyjádřila ostrý nesouhlas s rozhodováním většiny soudu, jež odmítla ústavní přezkum (Pl. ÚS 4/13 a Pl. ÚS 14/13).
V roce 2003 KDU-ČSL uvedla Ivanu Janů jako kandidátku této strany na post českého zástupce v Evropské komisi. Roku 2014 získala ocenění Právník roku v oboru občanská a lidská práva a právo ústavní.
Usnesením Senátu Parlamentu ČR č. 186 ze dne 22. července 2015 byla navržena prezidentu republiky na funkci předsedy Úřadu pro ochranu osobních údajů. Nominovaly ji kluby KDU-ČSL, ANO a Starostové. Ve své kandidátské řeči mj. uvedla, že soukromí je ohroženo množstvím informací, které jsou o lidech shromažďovány a mnohdy vzájemně propojovány v různých registrech a úložištích, vlastní neopatrností při užívání sociálních sítí a novými technologiemi, a že bychom neměli připustit, aby možnosti nových technologií otevíraly ještě šířeji dveře našeho soukromí a pohlcovaly zbytky toho, co jsme ještě z pohodlnosti, naivity či neinformovanosti neodevzdali ke zveřejnění dobrovolně. Zdůraznila nezbytnost zachování nezávislosti úřadu, zároveň by však měl respektovat rozhodnutí Nejvyššího správního soudu a Ústavního soudu. Prezident Miloš Zeman ji do funkce jmenoval 26. srpna.
Mandát předsedkyně Úřadu pro ochranu osobních údajů vykonávala do konce srpna 2020, jejím nástupcem se stal Jiří Kaucký.